# Thermochromisme
Le thermochromisme est la capacité de certains matériaux de changer de couleur en fonction de la température. Les matériaux les plus répandus sont les cristaux liquides et les leuco-colorants. L'« effet thermochrome » décrit cette capacité.

## Les cristaux liquides thermochromiques
Les cristaux liquides thermochromiques montrent différentes couleurs à différentes températures en raison de la réflexion sélective des longueurs d'onde spécifiques de lumière de leurs structures. Les changements de couleur (gamme de couleur réduite) s’opèrent dans une gamme de température comprise entre −10 °C et 12 °C. Les cristaux liquides thermochromiques passent d’une phase cristalline à basse température à une mésophase (c'est-à-dire une phase intermédiaire de matière) vers une phase liquide isotrope à haute température.
Les cristaux liquides  thermochromiques sont seulement utiles lorsqu’ils sont dans la phase cristalline liquide, ce qui limite la température ambiante de leur applicabilité.

## Les microcapsules thermochromiques à base de leuco-colorant

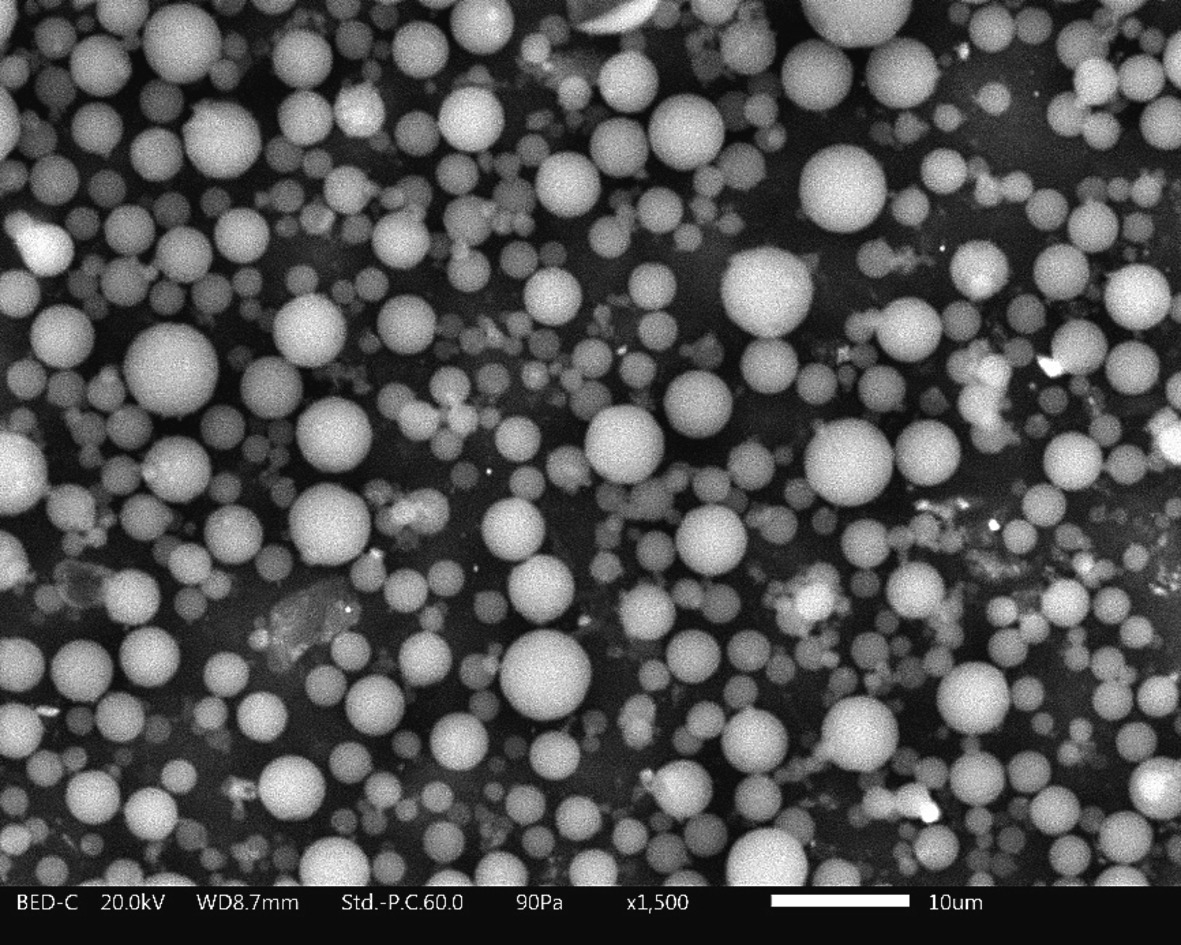
vue au microscope électronique de pigments thermochromiques, qui s'éclaircissent quand la température dépasse.

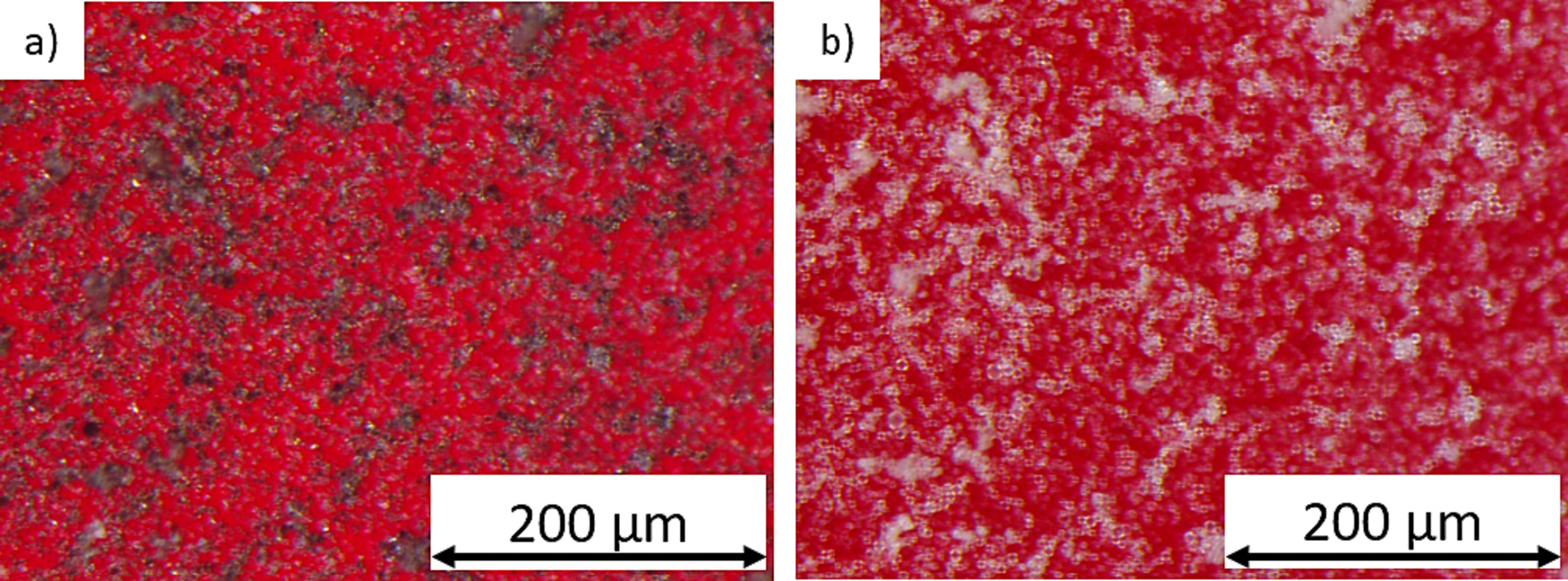
Micrographies optiques (au stéréomicroscope) d'un pigment thermochromique.
Image (a) : en sous de la température de transition de couleur, qui est pour ce matériau de et (b) au-dessus de cette valeur. En réalité, vu par l'œil humain sur une grande surface, le matériau apparait noir dans le premier cas, et clair dans le second.

Les colorants thermochromiques sont une combinaison de leuco-colorants et de substances associées qui induisent un changement de couleur (entre une forme colorée et une forme incolore) en fonction de la température. Cette combinaison de substance est utilisée sous forme micro-encapsulée. La microencapsulation a l'avantage de conserver l’intégrité chimique et la réversibilité du liquide encapsulé et de le protéger de l'environnement dans lequel il est mélangé. Cette micro-encapsulation est généralement réalisée par coacervation ou par polymérisation interfaciale. Le polymère d’encapsulation le plus répandu est la mélamine formaldéhyde.
Le choix final du type de technique et du polymère d’encapsulation dépend de l'application et des facteurs tels que la dimension particulaire, l'épaisseur de la paroi, l'imperméabilité, la stabilité thermique, et la compatibilité et l'adhérence à l’environnement de l'utilisation finale. La micro-encapsulation permet l’ajout d’une fonction thermochromique réversible à tout type de matériau comme des encres d’imprimerie, des peintures, des matières plastiques, etc.
La préparation thermochromique micro-encapsulée est formée de trois composants de base : un leuco-colorant, un acide faible (color developer) et un solvant.

### Le colorant
Les couleurs des colorants thermochromiques (ou color former) sont généralement des spirolactones, fluorans, spiropyranes, ou fulgides qui passent d’un état coloré à incolore en fonction du pH du milieu. À pH acide, les formes protonées dominent sur les formes réduites, l’équilibre s’inverse en milieu basique.
La position de cet équilibre peut être décalée avec la température lorsque d'autres composants sont présents. Les colorants déterminent la couleur du produit final dans son état coloré. Ils sont disponibles dans quelques couleurs de base. Si l’on additionne plusieurs colorants, la couleur globale sera la combinaison de couleurs de tous les colorants. Ces colorants peuvent également être combinés avec des colorants ou des pigments classiques. Ainsi la décoloration du colorant laissera apparaître le colorant ou le pigment de base.

### LeColor developper
Un deuxième composant est utilisé comme donneur de protons, ce sont des acides faibles qui jouent sur l’équilibre des formes acide/basique des colorants. Ce composant donne la fonction réversible au matériau thermochromique, et est responsable de l’intensité de la couleur du produit final. Le color developer standard est le bisphénol A.

### Le solvant
Un troisième élément compose généralement la microcapsule thermochromique. Il s'agit généralement d’un solvant polaire comme un alcool ou un ester.

### Les températures
Les microcapsules thermochromiques existent communément à des températures comprises entre −5 °C et 60 °C. Les microcapsules peuvent avoir une température de réponse très précise, définie au degré près. Le changement de couleur s’opère dans un intervalle de 1,0 à plusieurs degrés suivant la précision désirée.

## Applications
Les pigments thermochromes sont utilisés par exemple comme indicateur de gel sur les routes.
Les encres thermochromes sont utilisées pour lutter contre la contrefaçon. Une encre thermochrome mise sur un document peut apparaître lorsqu'on essaye de photocopier le document en indiquant la mention « photocopie ». On les retrouve également sur certains moyens de paiement comme les tickets restaurant.
Sur les emballages, les encres thermochromes peuvent être utilisées sur les bouteilles de bière ou de vin pour indiquer la bonne température de service ou comme indicateurs de qualité : leur couleur change irréversiblement si la température de conservation conseillée d'un denrée alimentaire est dépassée.